# Jake Holley
Jacob „Jake“ Holley (* 18. November 1996 in Lexington, Lexington County, South Carolina) ist ein US-amerikanischer Schauspieler und Model.

## Leben
Holley ist der Sohn von Britt und Tracey Holley. Mit dem Schauspiel begann er in Schauspielklassen der Mittelschule. Es folgten Mitwirkungen in Musikvideos und Kurzserien der Kirche seiner Heimatstadt, die ihm regionale Bekanntschaft verschafften. 2018 zog er nach Los Angeles und erhielt erste Rollen in Fernseh- und Filmproduktionen. Nach seinem Fernsehdebüt in einer Episode der Fernsehserie Sharp Objects folgten größere Rollen in den Projekten Totally TV und Stuck. Seit 2019 verkörpert er in der Fernsehserie Red Ruby die Rolle des Travis und in der Fernsehserie More Than Just Me die Rolle des Tanner Harrison. 2020 war er in dem Katastrophenfilm Apocalypse of Ice – Die letzte Zuflucht in der Rolle des Mike zu sehen.
Er steht bei der Modelagentur Wilhelmina unter Vertrag.

## Filmografie (Auswahl)
- 2018: Sharp Objects (Fernsehserie, Episode 1x04)
- 2018: Totally TV (Fernsehserie, 6 Episoden)
- 2019: Little Biatch (Kurzfilm)
- 2019: Stuck (Fernsehserie, 8 Episoden)
- 2019: One Bad Thing (Kurzfilm)
- 2019: The Object of Murder (Fernsehserie, Episode 1x04)
- 2019: PRofessionals (Fernsehfilm)
- seit 2019: Red Ruby (Fernsehserie)
- seit 2019: More Than Just Me (Fernsehserie)
- 2020: Apocalypse of Ice – Die letzte Zuflucht (Apocalypse of Ice)
- 2020: Secret Identity (Fernsehserie, Episode 1x01)
- 2020: Mint (Kurzfilm)
- 2020: Angel Girl
- 2021: Rendezvous (Kurzfilm)
- 2021: Sorry for Your Loss (Kurzfilm)
- 2023: Riley